# Charles-Honoré Catelli
Charles-Honoré Catelli (né Carlo Onorato Catelli), né en 1849 à Vedano (Lombardie) et mort le 13 octobre 1937 à Montréal, est un entrepreneur québécois d'origine italienne. Arrivé au Québec en 1866, il fonde, avec sa famille, la première usine de production de pâtes alimentaires de la province en 1867. Son entreprise, créée sous le nom de « Catelli frères », passe sous propriété américaine en 1917. Elle est toujours active de nos jours.
Membre éminent de la diaspora italienne de Montréal, Catelli s'intègre à la bourgeoisie et aux cercles d'affaires canadiens français. Il est l'un des premiers membres de la Chambre de commerce du district de Montréal, dont il devient président en 1906 et 1907.

## Biographie
Carlo Onorato Catelli naît en 1849 à Vedano (Lombardie), un village situé près de Varese, à 50 kilomètres au nord de Milan. Il est le fils de Martin Catelli, un marchand de vin, et de Maria Persina,. En 1866, Carlo Onorato immigre à Montréal avec ses parents et son frère Pietro, rejoignant un oncle sculpteur qui s'est installé dans la métropole québécoise en 1845. Il quitte notamment son pays natal car il fuit la conscription de l'armée autrichienne, qui occupe alors la Lombardie.
En 1867, à l'âge de 18 ans, il fonde, avec son frère, la première fabrique de pâtes alimentaires du Québec, rue Saint-Paul. L'entreprise connaît un vif succès, notamment parce que les Catelli peuvent compter sur la stabilité financière de leur oncle et obtiennent un contrat pour approvisionner les ouvriers chinois œuvrant sur les chantiers ferroviaires du Canadien Pacifique. En 1879, Carlo Onorato devient l'unique propriétaire de la compagnie, qui change de nom pour s'appeler « C.H. Catelli ». La même année, il épouse Maria Angélina Armand, fille du sénateur conservateur Joseph Flavien Armand. Ce dernier facilitera son intégration aux cercles d'affaires et à la bourgeoisie canadiennes françaises.
D'ailleurs, si les initiales de l'entreprise se lisent « C.H. », c'est parce que Carlo Onorato francise son prénom, se faisant appeler Charles-Honoré. Il est fait sujet britannique le 28 novembre 1889. Plutôt que de se joindre à la Montreal Board of Trade, institution anglophone, Catelli devient l'un des premiers membres de la Chambre de commerce du district de Montréal. En juin 1906, il en devient le président. Il s'agit d'un prestigieux honneur pour un immigrant italien, puisque le poste fut jusqu'alors le monopole d'entrepreneurs Canadiens français.
En 1906, Charles-Honoré Catelli est nommé Commissaire Honoraire du Canada à l'exposition universelle de Milan. Il part pour son pays d'origine, chargé de faire connaître le Canada aux Italiens et favoriser les échanges commerciaux entre les deux pays. Dans le cadre de cette mission, il reçoit la reine Marguerite de Savoie et d'importants ministres. À Rome, il obtient même des audiences avec le pape Pie X et Victor-Emmanuel III, roi d'Italie.
À Montréal, Catelli s'intéresse à toutes sortes d'enjeux de société, notamment les affaires municipales, l'urbanisme, l'amélioration des voies maritimes, la préservation des espaces verts et la mise en place d'écoles de commerce. Il s'implique aussi auprès de sa communauté, la diaspora italienne. Choqué par les conditions de travail des siens, exploités par un patronat peu scrupuleux, Charles-Honoré Catelli contribue à la mise en place d'une commission d'enquête fédérale chargée de se pencher sur la question. En 1905, la conclusion de l'enquête blâme sévèrement les employeurs. Charles-Honoré Catelli participe également à la création d'une société d'aide à l'immigration, qu'il préside, fonde un orphelinat et organise une collecte de fonds pour financer Notre-Dame-de-la-Défense, la paroisse des Italiens de Montréal,. Pour sa bienveillance à l'égard de sa communauté, il reçoit l'Ordre de la Couronne d'Italie.
En 1917, la guerre et le chômage ont raison des ambitions entrepreneuriales des Catelli, qui doivent vendre l'entreprise aux Américains. Charles-Honoré Catelli meurt à Montréal le 13 octobre 1937. Il est inhumé au cimetière Notre-Dame-des-Neiges, sur le mont Royal.

## Famille
Charles-Honoré Catelli est le fils de Martin Catelli, un marchand de vin, et de Maria Persina. Le 15 septembre 1879, il épouse Maria Angélina Armand, fille du sénateur conservateur Joseph Flavien Armand et d'Alphonsine Simard. Sa femme meurt prématurément, en 1897.  Le couple aura eu neuf enfants, dont sept meurent avant d'avoir atteint l'âge adulte. Deux d'entre eux leurs survivent: un fils, Léon (1891-1962) et une fille, Marguerite, née en 1895.

## Distinctions
- Chevalier de l'ordre de la Couronne d'Italie (1903)
- Commandeur de l'ordre de la Couronne d'Italie (1906)